# Jashpur Nagar
Jashpur Nagar is een nagar panchayat (plaats) in het district Jashpur van de Indiase staat Chhattisgarh. 

## Demografie
Volgens de Indiase volkstelling van 2001 wonen er 20.190 mensen in Jashpur Nagar, waarvan 55% mannelijk en 45% vrouwelijk is. De plaats heeft een alfabetiseringsgraad van 71%. 